# Anfordringslån
Anfordringslån er en lånetype, hvor lånet kan kræves tilbagebetalt af långiver til enhver tid uden forudgående varsel. Denne type lån bruges ofte i private sammenhænge, eksempelvis i familier, hvor der ydes rentefri lån mellem familiemedlemmer. Anfordringslån adskiller sig fra traditionelle lån ved deres fleksible tilbagebetalingsbetingelser, der ikke nødvendigvis kræver en fastlagt tilbagebetalingsplan.

## Juridisk ramme
I Danmark er anfordringslån reguleret af almindelige aftaleretlige og skatteretlige principper. Det er særligt vigtigt at sikre, at sådanne lån udarbejdes korrekt for at undgå skattemæssige konsekvenser. Hvis lånet er rentefrit, kan det udløse regler om gavebeskatning, medmindre lånet kan dokumenteres som et reelt lån.
Ifølge SKATs vejledning skal der foreligge en skriftlig låneaftale, hvor lånevilkårene er præcist defineret, for at undgå skattemæssige misforståelser. Långiver kan når som helst kræve tilbagebetaling, men låntager har også mulighed for at indfri lånet tidligere, hvis dette er aftalt.

## Brug i familierelationer
Anfordringslån er almindeligt anvendt mellem familiemedlemmer, ofte som et rentefrit lån for at støtte et familiemedlem økonomisk. Denne lånetype kan være fordelagtig, da den ofte ikke er underlagt renter og kommercielle lånebetingelser. For at sikre, at lånet ikke behandles som en gave og dermed bliver skattepligtigt, anbefales det at udarbejde en skriftlig aftale. 

## Skatteretlige konsekvenser
Hvis et anfordringslån ikke er korrekt dokumenteret, kan SKAT vælge at betragte det som en gave. Dette kan medføre gaveafgift, hvis beløbet overstiger de gældende afgiftsfrie grænser. Det er derfor afgørende at udfylde en lånedokumentation, som præciserer vilkårene og tilbagebetalingsmulighederne. En mere detaljeret beskrivelse af de skattemæssige regler for anfordringslån findes i SKATs vejledning .

## Fordele og ulemper

### Fordele
- Fleksibel tilbagebetaling.
- Ofte rentefri (hvis aftalt mellem parterne).
- Kan støtte familiemedlemmer uden behov for eksterne långivere.

### Ulemper
- Kræver klar dokumentation for at undgå skattemæssige misforståelser.
- Ingen faste tilbagebetalingsfrister kan føre til økonomisk usikkerhed.